# Algieria na Letnich Igrzyskach Olimpijskich 1968
Algierię na Letnich Igrzyskach Olimpijskich 1968, które odbyły się w Meksyku, reprezentowało 3 zawodników.
Był to drugi start reprezentacji Algierii na letnich igrzyskach olimpijskich.

## Reprezentanci

### Boks
| Zawodnik     | Konkurencja | 1/32                   | 1/16                      | 1/8              | Ćwierćfinał      | Półfinał         | Finał            | Finał   |
| Zawodnik     | Konkurencja | Przeciwnik Wynik       | Przeciwnik Wynik          | Przeciwnik Wynik | Przeciwnik Wynik | Przeciwnik Wynik | Przeciwnik Wynik | Miejsce |
| ------------ | ----------- | ---------------------- | ------------------------- | ---------------- | ---------------- | ---------------- | ---------------- | ------- |
| Ali Mebarki  | 57 kg       | —                      | Mohamed Sourour P 287-291 | NQ               | NQ               | NQ               | NQ               | 17.     |
| Rabah Labiod | 67 kg       | Julius Luipa P 292-296 | NQ                        | NQ               | NQ               | NQ               | NQ               | 32.     |

### Gimnastyka
| Zawodnik      | Wyniki                 | Wyniki                 | Wyniki          | Wyniki          | Wyniki                 | Wyniki                 | Wyniki                      | Wyniki                      | Wyniki               | Wyniki               | Wyniki              | Wyniki              | Wyniki | Wyniki  |
| Zawodnik      | Wielobój indywidualnie | Wielobój indywidualnie | Ćwiczenia wolne | Ćwiczenia wolne | Ćwiczenia na poręczach | Ćwiczenia na poręczach | Ćwiczenia na koniu z łękami | Ćwiczenia na koniu z łękami | Ćwiczenia na kółkach | Ćwiczenia na kółkach | Ćwiczenia na drążku | Ćwiczenia na drążku | Skoki  | Skoki   |
| Zawodnik      | Wynik                  | Pozycja                | Wynik           | Pozycja         | Wynik                  | Pozycja                | Wynik                       | Pozycja                     | Wynik                | Pozycja              | Wynik               | Pozycja             | Wynik  | Pozycja |
| ------------- | ---------------------- | ---------------------- | --------------- | --------------- | ---------------------- | ---------------------- | --------------------------- | --------------------------- | -------------------- | -------------------- | ------------------- | ------------------- | ------ | ------- |
| Larbi Lazhari | 97,35                  | 105.                   | 17,30           | 83.             | 16,75                  | 102.                   | 13,65                       | 108.                        | 14,24                | 110.                 | 17,95               | 71.                 | 17,45  | 99.     |